# Fort Trekroner
Fort Trekroner (Deens: Trekronerfortet) is een forteiland in de Sont. Het is aangelegd ter verdediging van Kopenhagen. Het fort ligt op een klein eiland direct voor de ingang van de oude haven.
Het eerste fort met deze naam lag 200 meter ten noorden van het huidige fort. Het was tussen 1713 en 1731 in gebruik om vijandelijke schepen de toegang tot de haven te ontzeggen. Verder werd het gebruikt als quarantainestation en als gevangenis.
Met de bouw van het huidige fort werd in 1787 begonnen. Het werd gebouwd op een aangelegd eiland. Het speelde een rol in de verdediging van de stad tijdens de Zeeslag bij Kopenhagen in april 1801 en weer in 1807. In 1801 was het fort nog niet af, maar desondanks wisten 66 kanonnen en 660 man de Engelse vloot onder bevel van  Nelson te beletten de haven binnen te varen. In 1807 had de aanval meer succes en bombardeerden de Engelse schepen de stad.
Van 1818 tot 1828 werd het fort aangepast. Rond 1860 werd het fort nogmaals versterkt, er stonden aan het einde van de werkzaamheden een kazernegebouw, munitiemagazijnen en er lagen open opstelplaatsen voor zwaar geschut. Aan de zuidkant is een kleine haven die met golfbrekers is omsloten. De vuurtoren op het eiland werd in 1868 gebouwd.
Het speelde een militaire rol tot het einde van de Eerste Wereldoorlog. In 1935 verkocht de overheid het eiland aan de haven van Kopenhagen. Tijdens de Tweede Wereldoorlog gebruikte het Duitse leger de barakken op het forteiland. Na de oorlog was het verlaten en in 1984 werd het voor het publiek geopend.
Het was de eerste van een serie van drie forten, naast Fort Flak en Fort Middelgrund. Fort Middelgrund ligt van de twee het meest dichtbij, op circa 4 kilometer ten noordwesten van het forteiland. De ingang van de haven ligt op circa 1 kilometer ten zuiden van het fort.

## Fotogalerij

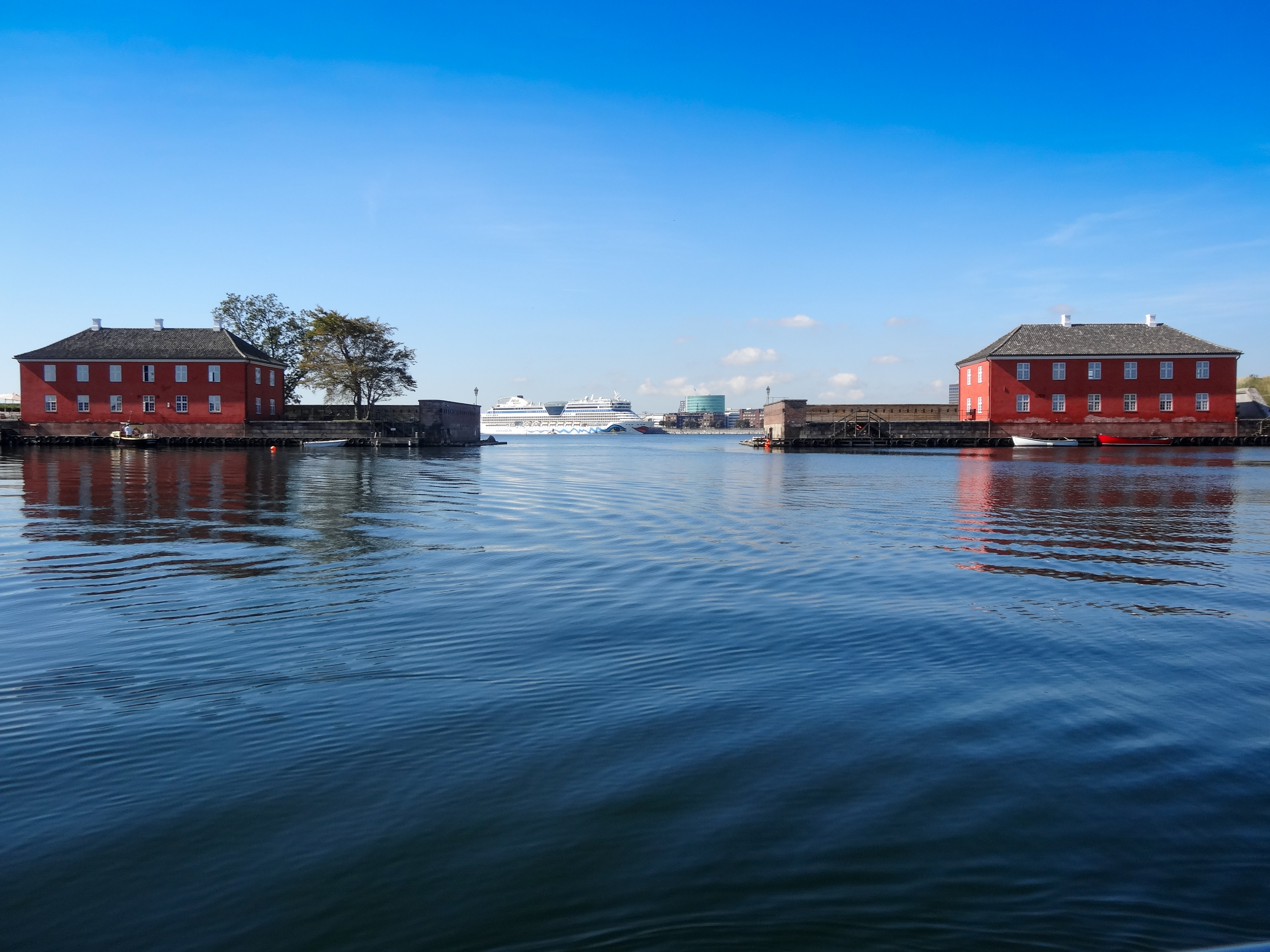
Zicht door de haveningang in de richting van de stad
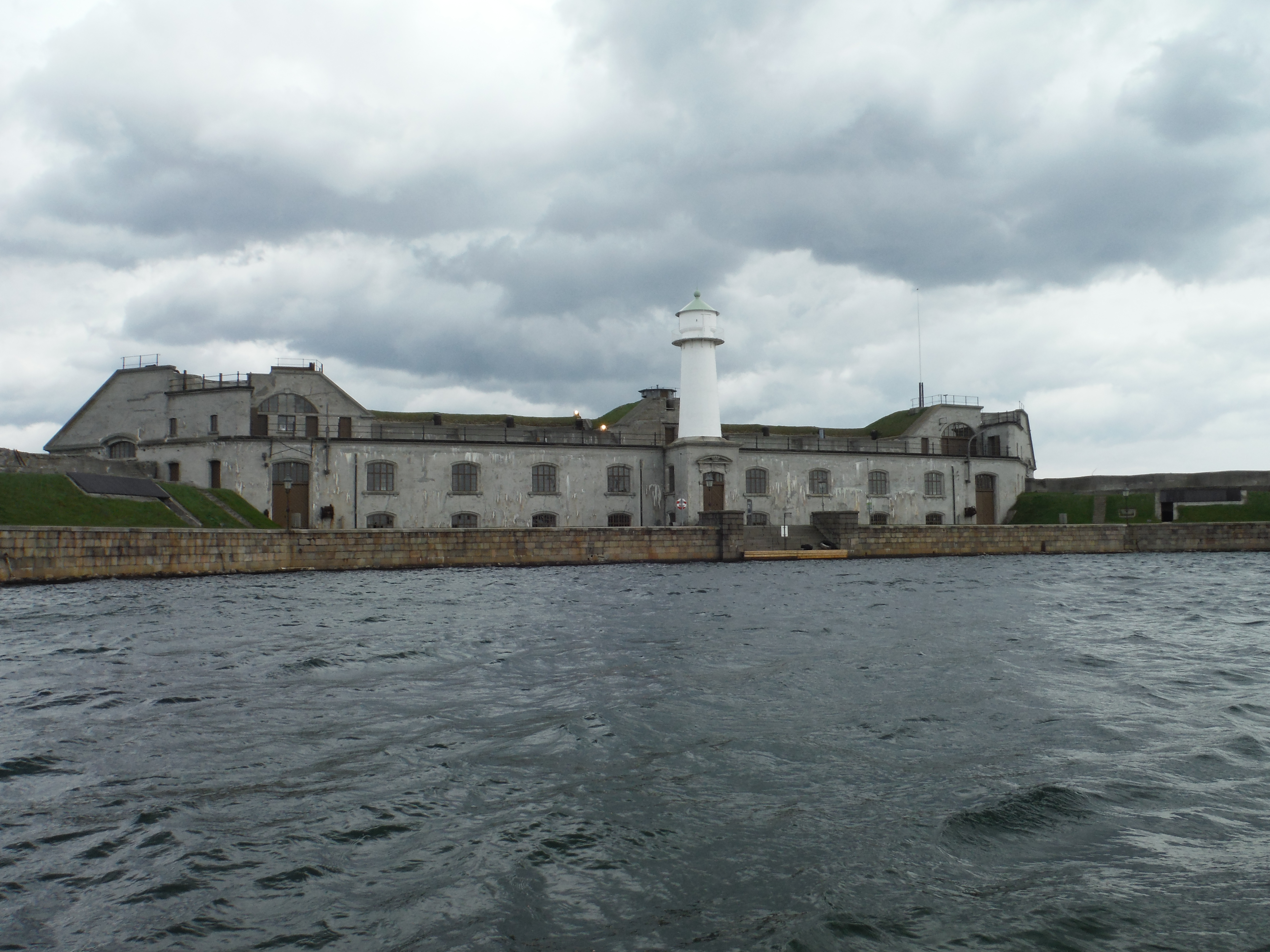
Kazernegebouw met vuurtoren